# Ханг
Ханг – е музикален перкусионен инструмент от групата на металните идиофонни инструменти.

## Произход и етимология на термините
Хангът е сравнително нов музикален инструмент и има швейцарски произход, названието на инструмента произлиза от думата „Hang“ която на немския диалект, използван в Берн, значи „ръка“.

## Устройство
Хангът има полуконусовидна плоска форма, подобно на пумпал или летяща чиния. Долната част има един основен ниско звучащ тон, а горната е настроена (при първата серия инструменти) на 8 тона. Той има диаметър 52 cm и дълбочина 24 cm. Горната повърхност е наречена от създателите си „Динг“ а долната „Гу“. Инструмента е създаден на принципа на инструменти като металните варели (стилпан, тринидат) и Удо (Вудо). Хангът действа като резонатор на Хелмхолц. Теорията за резонанса и резонаторите е открита през 1850 година от Херман фон Хелмхолц в музикалната акустика и физиката.

## Историческо развитие и употреба
Хангът е музикален инструмент, създаден през 2000 г. от Феликс Рохнер и Забина Шьорер в Берн, Швейцария. Тяхната компания (PANArt Hangbau AG) е първата, която започва масово производство. От 2000 година насам има създадени 4 серии на Ханг; всяка нова версия се различава от предходната по различните подобрения в резонанса, а също промяна и разширяване на диапазона. Последната 4 серия Ханг е създадена през 2010 г. За първи път инструмента е представен в публичното пространство на голямото търговско изложение „Musikmesse Frankfurt“ през 2001 г.

## Техники на звукоизвличане
Звукоизвличането става без палки посредством удари с дланите и пръстите на ръцете. Чрез туширане на инструмента строят може да бъде повишен или понижен.

## Звукова характеристика
Hang има странен и необичаен звук, който напомня звука на металните варели (стилпан) и удо. Тонът е мек и топъл с метален тембър и дълго отзвучаване може, да бъде асоцииран и с ниския регистър на маримбата.

## Нотиране
Хангът е нетранспониращ инструмент с определена височина на тона, като се нотира на сол ключ. Предвид постоянните експерименти и нововъведения, инструментът няма фиксиран строй, затова може да бъде видян настроен на различни азиатски пентатоники, арабски маками и дори старинни ладове, като например Еолийски лад.